# Plectrocnemia clinei
Plectrocnemia clinei är en nattsländeart som beskrevs av Milne 1936. Plectrocnemia clinei ingår i släktet Plectrocnemia och familjen fångstnätnattsländor. Inga underarter finns listade i Catalogue of Life.